# جهان در آغوش او
جهان در آغوش او (به انگلیسی: The World in His Arms) یک فیلم ماجراجویی دریایی به کارگردانی رائول والش و با بازی گریگوری پک، آن بلایت، و آنتونی کوئین است که در سال ۱۹۵۲ ساخته شده‌است. فیلمنامه این فیلم توسط بوردن چیس و هوراس مک‌کوی بر اساس رمانی از رکس بیچ نوشته شده‌است.